# Balbisia verticillata
Balbisia verticillata es un género de plantas con flores descrita por primera vez por Antonio José Cavanilles. Balbisia peduncularis pertenece al género Balbisia, y a la familia Vivianiaceae. Se encuentra distribuido por Perú y 
Bolivia, especialmente documentada en el Departamento de Chuquisaca y el Departamento de Tarija. Fue descrita originalmente en Chile cuando provincia de Tacna perteneció a ese país.

## Etimología
El adjetivo nominativo verticillata (masculino: verticillatus, neutro: verticillatum) en latín significa hojas verticiladas - según Cavanilles, quien escribió la descripción en latín: "Foliis verticillatis, sublinearibus, subsericeis: floribus solitariis terminalibus" (La hoja crece circular, casi recta, casi sedoso: flores solitarias, puntas de ramas).

## Descripción
Las flores de B. verticillata y B. peduncularis son prácticamente indistinguibles. Estas especies se definen sobre la base de los caracteres de las hojas y las inflorescencias. Los pétalos son aproximadamente tan grandes como los sépalos.
Es un arbusto de 0,85 a 1,1 metros (2,8 a 3,6 pies) de altura, con abundantes ramas y ramitas. Las ramas en flor tienen hasta 1 a 1,5 milímetros (0 a 0,1 plg) de espesor, ligeramente pubescentes. Las ramas viejas son lisas y de color negro grisáceo. Las hojas son muchas, opuestas (se dice que B. cavanilles es verticilo, cada verticilo tiene 6 hojas), sésiles, divididas en 2-3 lóbulos en la parte inferior, la parte inferior de los lóbulos es principalmente pubescente tipo seda, de lanceolada a recta, ligeramente puntiagudo, intacto, de 5 a 8 milímetros (0,2 a 0,3 plg) de largo, 1 a 1,5 milímetros (0 a 0,1 plg) de ancho. La flor está en la punta de la rama, tiene un tallo de 0,75 a 1 centímetro (0,3 a 0,4 plg) de largo (en frutos de hasta 2 cm de largo) y de 0,5 a 0,75 milímetros (0 a 0 plg) de espesor. Tiene pelos pubescentes, generalmente aproximadamente 2 veces más largos que las hojas. Las brácteas miden entre 6 y 10 milímetros (0,2 y 0,4 plg) de largo. Los lóbulos tienen forma de hilo y tienen vellosidades más o menos blancas como la nieve. Los sépalos son claramente más largos que las brácteas, de 10 a 15 milímetros (0,4 a 0,6 plg) de largo por 3 a 4 milímetros (0,1 a 0,2 plg) de ancho, lanceolados, más o menos ahusados a puntiagudos, con pelos blancos sedosos. La corola tiene un diámetro de 3-3,5 centímetros (1,2-1,4 plg), amarillo dorado. Los pétalos son aproximadamente 2-2,5 veces más largos que los sépalos, 20 milímetros (0,8 plg) de largo por 10 milímetros (0,4 plg) de ancho, en forma de cuña, punta más o menos redondeada u obtusa, enteros. Los estambres son de color amarillo claro. Los estambres son tan largos como el ovario. Las anteras son ovoides-oblongas de aproximadamente 4 milímetros (0,2 plg), usualmente de mayor tamaño que las demás especies del género. El ovario peludo es blanco nieve o blanco plateado. El folículo tiene pelo más o menos blanco como la nieve, de 4 a 8 milímetros (0,2 a 0,3 plg) de alto, aproximadamente 0,67 veces más corto que el sépalo. Semillas pequeñas de color marrón oscuro.

## Cultivo
La B. verticillata tiene su período máximo de floración hacia el final de la temporada de lluvias (enter abril y mayo en el sur de Perú), pero continúan floreciendo, más o menos profusamente, durante la mayor parte del año.